# Barychelidae
Los bariquélidos (Barychelidae) son una familia de arañas migalomorfas, conocidas con el nombre vulgar de arañas tramperas, con cerca de 300 especies repartidas en 44 géneros. Es la única familia en la superfamilia Barycheloidea.
La mayoría de las arañas de esta familia construyen madrigueras trampa. Hay algunas especies que evitan las inundaciones por la obstrucción de sus nidos. Otros pueden evitar ahogarse al atrapar las burbujas de aire dentro de los pelos que cubren su cuerpo. Algunos miembros de este grupo tienen un rastrillo en la superficie frontal de los quelíceros utilizado para compactar las paredes madriguera.
De cerca de 10 mm de largo, Idioctis construye su madriguera de unos 5 cm de profundidad debajo del nivel de marea alta, y la sella con una trampilla delgada. De cerca de 20 mm de largo, Sipalolasma construye su madriguera en la madera podrida, con una trampa articulada en cada extremo.
Algunas especies pueden estridular.

## Taxonomía
Se reconocen tres subfamilias y 44 (46) géneros de bariquélidos:
incertae sedis
Bistrigus Franganillo, 1930 (nomen dubium)
Dimazion Franganillo, 1926  (nomen dubium)
Ammonius Thorell, 1899
Aurecocrypta Raven, 1994
Eubrachycercus Pocock, 1897
Fijocrypta Raven, 1994
Natgeogia Raven, 1994
Orstom Raven, 1994
Questocrypta Raven, 1994
Reichlingia Rudloff, 2001
Sasonichus Pocock, 1900
Seqocrypta Raven, 1994
Sipalolasma Simon, 1892
Thalerommata Ausserer, 1875
Troglothele Fage, 1929
Tungari Raven, 1994
Zophorame Raven, 1990
Subfamilia Barychelinae Simon, 1889
Atrophothele Pocock, 1903
Barycheloides Raven, 1994
Barychelus Simon, 1889
Cyphonisia Simon, 1889
Cyrtogrammomma Pocock, 1895
Diplothele O. Pickard-Cambridge, 1890
Encyocrypta Simon, 1889
Idioctis L. Koch, 1874
Idiommata Ausserer, 1871
Idiophthalma O. Pickard-Cambridge, 1877
Mandjelia Raven, 1994
Monodontium Kulczynski, 1908
Moruga Raven, 1994
Nihoa Raven & Churchill, 1992
Ozicrypta Raven, 1994
Pisenor Simon, 1889
Plagiobothrus Karsch, 1891
Rhianodes Raven, 1985
Strophaeus Ausserer, 1875
Synothele Simon, 1908
Tigidia Simon, 1892
Trittame L. Koch, 1874
Zophoryctes Simon, 1902
Subfamilia Sasoninae Simon, 1892
Cosmopelma Simon, 1889
Neodiplothele Mello-Leitão, 1917 
Paracenobiopelma Feio, 1952
Sason Simon, 1887
Subfamily Trichopelmatinae Raven, 1985
Psalistops Simon, 1889
Trichopelma Simon, 1888